# 許博允
許博允（1944年—2023年9月4日），新北市淡水區人，出生於日本東京，音樂家。其祖父為淡水富商許丙。許博允除作曲以外，也曾設計高爾夫球場，作過專欄作家、電視節目製作人、主持人，創辦新象基金會，曾任台北市政府市政顧問。妻子樊曼儂，也是音樂家。

## 簡介
其祖父許丙，曾任林本源事務所的總庶務長，後投資有成，成為淡水知名富商，戰前曾任日本貴族院台灣敕選議員。其父許伯埏，愛好歌劇，就讀東京帝大政治系時，與辜振甫、林金生是同學，曾組織愛樂社。其母楊素娥。
許博允畢業於建國中學，高中畢業時，適逢祖父去世，對他造成很大打擊。當時他又喜歡老莊的無為思想，因此沒有參加大學聯考。1960年啟蒙於許常惠教授，研習理論作曲及小提琴。
1962年首度公開發表歌樂作品，並發起了梁銘越、陳茂萱在內的七人小組：「江浪樂集」作曲團體，而開始他音樂創作生涯。1971年集合了詩人、舞蹈家、美術家，舉辦「混和媒體藝術展」，同年並與數位作曲家共同發起了〝中國現代音樂研究會〞，而後至1978年的數年間，是許氏創作及發表作品最為頻繁的階段，經常往來於亞洲各國之間，尤其是東京、漢城(現名為首爾)、馬尼拉、香港等城市。
除了樂曲演出之外，每年皆代表國家參加國際音樂會議，且與中、日、韓、菲、港、泰等國的傑出作曲家，共同籌劃了「亞洲音樂新環境」的系列演出。在此期間，許博允與夫人樊曼儂女士又設立了「環境音樂製作所」。1978年創立「新象活動推展中心」，從事專業文化活動舉辦事宜，範圍擴及音樂、舞蹈、戲劇、繪畫、攝影、雕塑的演出、展覽及講座。
1980年舉辦華人首次的「國際藝術節」。其個人同時也為一些舞台表演藝術寫作音樂。如雲門舞集、蘭陵劇坊、遊園驚夢……等。同時亦應ISCM（國際現代音樂協會）、ACL（亞洲作曲家聯盟），及應菲律賓文化中心之邀為香港中樂團及菲律賓國家管弦樂團撰寫新曲《天元》及《琵琶協奏曲》。
許博允其主要樂曲作品有：《怨歌行》、《孕》、《五人五笛》、《放》、《中國戲曲冥想》、《寒食》、《生、死》、《琵琶隨筆》、《勻》、《四象》、《境》、《會》、《變》、《心》、《潛》、《琵琶協奏曲》、《天元》……等。
2023年9月4日，病逝。

## 爭議事件

### 爭產事件
1997年間，其繼母張寶玉過繼家產給許博允二子，許博允為節省稅率，涉嫌偽造文書，以假買賣行贈與之實，協助家人逃稅千萬。2009年7月22日台北地院一審判決許博允11個月、共犯林昭耀及張石明各判3個月，均可易科罰金。

### 性騷擾事件
2012年8月間，台北市立交響樂團翁姓外聘女聲樂家公開指控，許博允涉及強吻、性騷擾。同年底，台北市政府性騷擾防治委員會經3個月調查，裁定性騷擾成立。許堅稱清白，拒辭顧問，提出申訴。2013年，翁姓女聲樂家與家人召開記者會，要求台北市政府將許博允解職，台北市長郝龍斌，表示將等確認許申訴結果再處理。同年6月5日，台北地檢署依違反《性騷擾防治法》起訴許博允。台北市政府宣布，解聘其市政顧問職。
許博允不服台北市政府的處置，提起行政訴訟。2015年12月16日，台北高等行政法院判決許博允敗訴，仍可上訴。
2016年7月26日，台北地院判決許博允性騷擾罪成立，處3個月徒刑，可易科罰金9萬元，可上訴。
2017年9月7日，上訴遭台灣高等法院審理後駁回，全案定讞。